# Schwedische Eishockeymeisterschaft 1940
Die Saison 1940 war die 18. Austragung der schwedischen Eishockeymeisterschaft. Meister wurde zum insgesamt achten Mal in der Vereinsgeschichte der IK Göta.

## Meisterschaft

### Qualifikation
- IF Verdandi – Västerås SK 4:3
- IK Westmannia – Västerås IK 3:4
- IFK Västerås – IFK Mariefred 0:7
- Surahammars IF – IF Aros 3:3/1:2
- Djurgårdens IF – Rålambshofs IF 1:2
- IFK Lidingö – Skuru IK 3:2
- IFK Stockholm – Thule IF 4:3
- Liljanshof IF – Westermalms IF 4:0
- IFK Nyland – GIF Sundsvall 7:0

### Erste Runde
- Reymersholms IK – Älsvsjö AIK 6:0
- IK Sirius – Stockholms IF 1:8
- IFK Lidingö – Liljanshofs IF 0:5
- IFK Norrköping – IK Hermes 1:3
- Södertälje IF – Rålambshofs IF 5:2
- IK Sleipner – Tranebergs IF 2:4
- IF Vesta – IFK Stockholm 2:1
- IF Aros – Västerås IK 4:0
- IFK Nyland – UoIF Matteuspojkarna 1:3
- IF Verdandi – Nacka SK 1:7
- IFK Mariefred – IK Sture 3:2

### Achtelfinale
- IK Aros – AIK Solna 0:8
- Södertälje SK – IK Hermes 1:2
- Karlbergs BK – Reymersholms IK 4:0
- Nacka SK – UoIF Matteuspojkarna 2:4
- Hammarby IF – Liljanshofs IF 3:0
- Stockholms IF – IFK Mariefred 2:5
- Södertälje IF – Tranebergs IF 2:0
- IF Vesta – IK Göta 0:3

### Viertelfinale
- AIK Solna – IK Hermes 5:2
- Karlbergs BK – UoIF Matteuspojkarna 3:1
- Hammarby IF – IFK Mariefred 7:0
- Södertälje IF – IK Göta 1:3

### Halbfinale
- AIK Solna – Karlbergs BK 2:0
- Hammarby IF – IK Göta 1:2

### Finale
- AIK Solna – IK Göta 1:4